# Asha de Vos

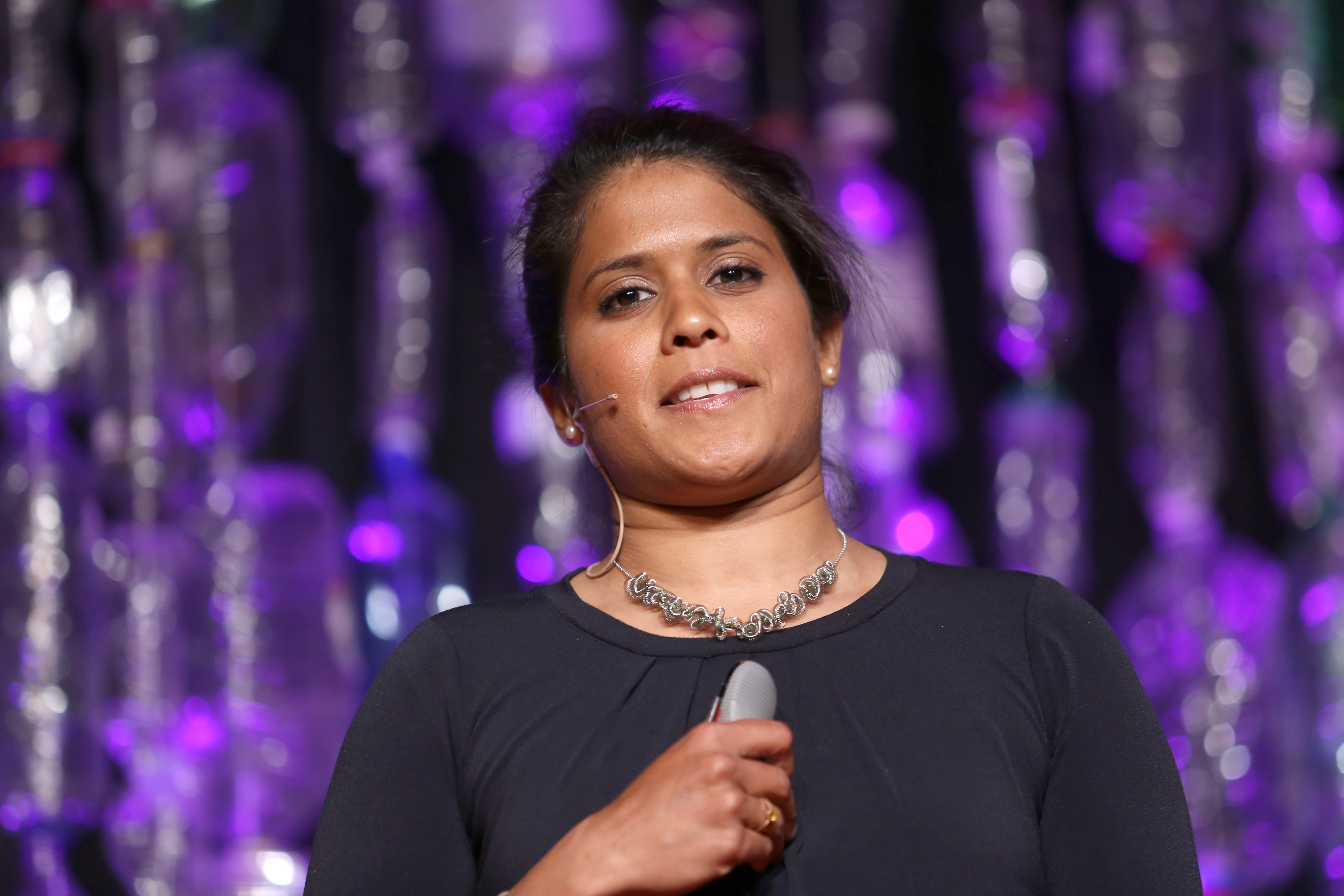
Asha de Vos bei TEDx Monterey, 2013

Asha de Vos (geboren 1978 oder 1979) ist eine sri-lankische Meeresbiologin, Ozeanpädagogin und Naturschützerin. Sie ist eine Pionierin der Blauwalforschung im nördlichen Indischen Ozean und ist über ihr Blauwal- und Artenschutzprojekt Oceanswell international bekannt geworden. Sie ist Senior TED Fellow und wurde 2018 für einen BBC 100 Women Award ausgewählt.

## Leben und Werk
Asha de Vos wurde auf Sri Lanka geboren und erhielt ihre Schulausbildung am Ladies' College in Colombo. Nach der Schule zog sie nach Schottland für ihr Grundstudium in Meeres- und Umweltbiologie an der University of St Andrews. Anschließend erwarb sie ihren Master in integrativen Biowissenschaften an der Universität Oxford und wurde an der University of Western Australia promoviert. Sie ist die erste Person aus Sri Lanka, die in der Meeressäugerforschung promoviert hat.
De Vos arbeitete als Programmleiterin in der Meeres- und Küsteneinheit der Weltnaturschutzunion (Internationalen Union für Naturschutz, IUCN). Im Jahr 2008 gründete sie ein Blauwalprojekt in Sri Lanka, das die erste Langzeitstudie über Blauwale im nördlichen Indischen Ozean durchführte. Durch ihre Forschungen hat die Internationale Walfangkommission (IWC) die sri-lankischen Blauwale als eine Population benannt, die dringend des Schutzes und der Erforschung bedarf. Die IWC hat begonnen, mit der sri-lankischen Regierung auf Walfangschiffen zusammenzuarbeiten. De Vos ist ein eingeladenes Mitglied der Spezialistengruppe für Wale der IUCN Species Survival Commission. Sie war Postdoc-Stipendiatin an der Universität von Kalifornien Santa Cruz und Gast-Bloggerin bei National Geographic.

## Auszeichnungen

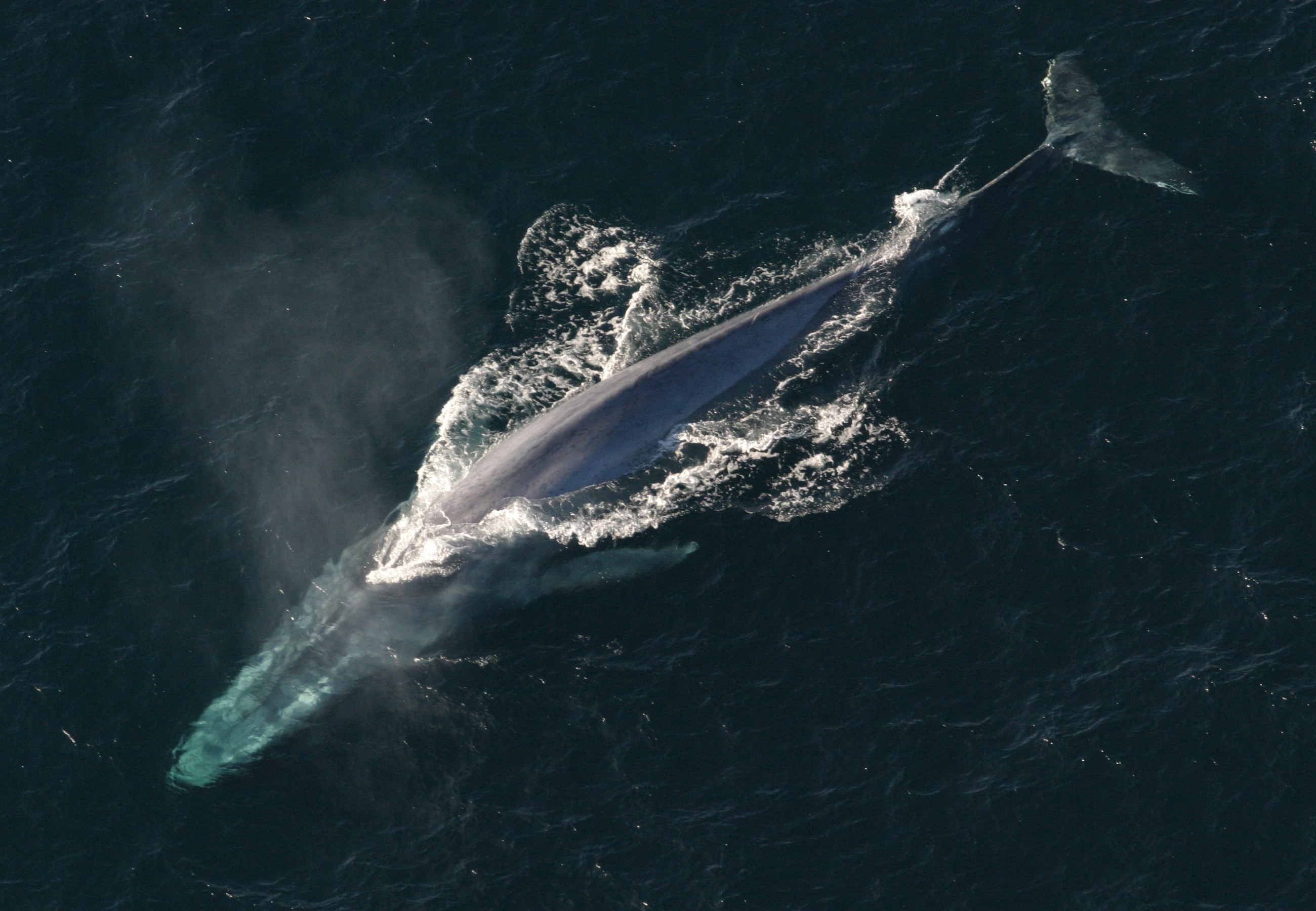
Blauwal von oben gesehen

De Vos ist ein TED Senior Fellow und Duke University Global Fellow in Marine Conservation, zudem wurde sie vom Weltwirtschaftsforum als Young Global Leader ausgewählt. Im Jahr 2013 erhielt sie den President’s Award für wissenschaftliche Leistungen. Im Jahr 2018 erhielt sie den WINGS WorldQuest Women of Discovery Sea Award.
Am 26. Mai 2018 wurde sie bei der ersten Ausgabe der Golden Alumni Awards des British Council mit dem Golden Alumni Award in der Kategorie „Professional Achievement“ ausgezeichnet. Später im Jahr wurde sie in die BBC 100 Women-Liste aufgenommen.

## Belege
1. ↑  
UK: Asha De Vos. The Global Teacher Prize, archiviert vom Original am 28. Juni 2017; abgerufen am 6. April 2017.
2. 1 2  
 BBC 100 Women 2018: Who is on the list? In: BBC News, 19. November 2018. Abgerufen am 21. November 2018 (britisches Englisch).
3. ↑  Asha de Vos, Marine Biologist and Ocean Educator, Information, Facts, News, Photos. National Geographic, archiviert vom Original am 11. März 2017; abgerufen am 6. April 2017.  Info: Der Archivlink wurde automatisch eingesetzt und noch nicht geprüft. Bitte prüfe Original- und Archivlink gemäß Anleitung und entferne dann diesen Hinweis.
4. ↑  
 Blue whales in a changing world: Wildlife and Nature Protection Society Monthly Lecture – March 2017 In: The Island, 11. März 2017. Abgerufen am 2. Juni 2018
5. ↑  
Ocean of opportunities for this young woman of the sea. In: Sundaytimes.lk. 31. Juli 2016, abgerufen am 6. April 2017.
6. ↑  
Together they traverse the deep blue sea. In: Sundaytimes.lk. Abgerufen am 6. April 2017.
7. ↑  Life Online - Asha De Vos. In: Life.dailymirror.lk. Archiviert vom Original am 21. Dezember 2019; abgerufen am 6. April 2017.  Info: Der Archivlink wurde automatisch eingesetzt und noch nicht geprüft. Bitte prüfe Original- und Archivlink gemäß Anleitung und entferne dann diesen Hinweis.
8. ↑  
Sisira Kumara:  Sri Lanka’s Ocean Girl Asha de Vos Wins the Women of Discovery Sea Award for 2018 In: The Sri Lankan Scientist, 14. Januar 2018. Abgerufen am 2. Juni 2018
9. ↑  
Marine biologist from Sri Lanka wins award in British Council's first ever Global Alumni awards. Abgerufen am 30. Juli 2018.